# 50 miniatur
50 miniatur (2007) je CD sampler produkovaný Zdeňkem Vřešťálem. Obsahuje 50 skladeb různých autorů se stopáží převážně kolem jedné minuty. Album záměrně představuje méně známé či začínající autory vedle jejich slavných kolegů. Posluchači mohou vyplněním přiloženého kupónu hlasovat o to, kdo získá honorář z prodeje alba, který bude využit na zaplacení nahrávání v profesionálním studiu prvních pěti interpretů s nejvyšším počtem hlasů. Album navazuje na EP Drobné skladby mistrů (Panton, 1988), několik písniček je odtud převzato.

## Seznam písniček
1. Démophobia – V cukrárně Pod žabkou
2. Filip Benešovský – Špatnej pán
3. Panelákoví fotři – Dudačka
4. Zdeněk Vřešťál – Kopačky
5. Xavier Baumaxa – Presumpce neviny
6. Martin Rous – Balada o mořském vlku
7. Duo Tandem – Touhy
8. Levoruký Eda – Temelín
9. Jan Burian – V mým příštím životě
10. Franta Vlček – Ve vlaku z Č. Budějovic do Prahy
11. Jaromír Nohavica – Vlaštovko leť
12. Raven – Statistici
13. Circus ponorka – Don't Look Back
14. Franta K. Barták – Balada o smrti a posledním vojákovi
15. Neřež – Dárek
16. Nestíháme – Emě (text: Karel Toman)
17. Jiří Suchý – Já žiju dál
18. Jan Novák – Vrabec
19. Bratři Ebenové – V limitu
20. Michal Knébl – Kiwi
21. Jan-Matěj Rak – První chladný den
22. Kale – E Kapura
23. Hudec a Kloupar – Zkušebna
24. Jarret – Klíčení
25. Dagmar Andrtová-Voňková – Kaše
26. Precedens – Klámeslowý
27. Karel Diepold – Křížek na poli
28. Jiří Zip Suchý – Počítač
29. Ponožky pana Semtamťuka – Zahradní párty
30. Arnošt Frauenberg – Jarmila a její vnady
31. Karel Plíhal – Vosa
32. Jan Dospiva – Sirotci
33. Strašidelný elektrik band – Mikulášská
34. Jindra Kejak – Rampoušek
35. Věra Heřmanová – Inzerát
36. Jiří Schmitzer – Čas
37. Milan Sova – Kuchyňský rock
38. Děsně fajn – V ringu života – K.O. je O.K.
39. Jiří Šmidt – Podolská
40. Slávek Janoušek – Ticho
41. Michal Bystrov – Močály
42. Zbyněk Zeman – Jak jsem se doučoval sloh
43. Luboš Pospíšil – Tančírna svět – bajka
44. Pavel Pokorný – Tma očima ženy
45. Duo Quaoar – Kapky
46. Žamboši – Pes nejlepší přítel člověka – jak kdy
47. Jaroslav Urbánek – Po žních
48. Jaroslav Samson Lenk – Tragédie pralesní
49. Pepa Lábus a spol. – Vrstevníkům
50. Vladimír Merta – Oudolíčko